# Chrysometa otavalo
Chrysometa otavalo är en spindelart som beskrevs av Claude Lévi 1986. Chrysometa otavalo ingår i släktet Chrysometa och familjen käkspindlar.
Artens utbredningsområde är Ecuador. Inga underarter finns listade i Catalogue of Life.